# Giuliano Donati Petténi
Giovanni Donato Petténi in letteratura Giuliano Donati Petténi (Bergamo, 19 gennaio 1894 – Bergamo, 29 aprile 1930) è stato un poeta, scrittore e giornalista italiano.

## Biografia
Giovanni Donato Petténi, in letteratura Giuliano Donati Petténi, nacque a Bergamo il 19 gennaio 1894, figlio di Andrea e di Guglielma Cadonati.

Rimasto orfano della madre, frequentò le scuole primaria e secondaria dai padri Giuseppini del Murialdo, nella colonia agricola di Castel Cerreto e nell'Orfanotrofio maschile di Bergamo. In ricordo di quell'esperienza educativa e dell'esempio di crescita culturale e professionale iniziata in quel contesto, il 10 luglio 2021 gli è stato intitolato il nuovo Centro Polifunzionale di Castel Cerreto, su iniziativa della FIEB -
Fondazione Istituti Rieducativi di Bergamo.
Nel 1910 pubblicò presso la tipografia Verdoni di Bergamo, dove lavorava come tipografo, il suo primo libro di poesie Alba, cui seguì l'anno successivo Primo vere.

Conseguì la maturità classica nel 1915 al Liceo-Ginnasio «Paolo Sarpi» di Bergamo e nel 1919 la laurea in Lettere presso l'Accademia Scientifico-Letteraria di Milano con la tesi Saggio di interpretazioni manzoniane, poi pubblicata da Zanichelli. 
 Nel 1916 si sposò con Giuseppina Scarpellini dalla quale ebbe due figlie: Francesca e Giuliana.
 Partecipò come volontario, con i gradi di Ufficiale di Fanteria, alla prima guerra mondiale. Meritò sul campo la Croce al Merito di Guerra. 
 Fu per un certo periodo insegnante liceale di materie letterarie a Milano, Parma e Bergamo. 
 Collaborò attivamente a diversi quotidiani, tra i quali «Il Secolo» di Milano, e a diversi periodici letterari.

Morì a Bergamo a soli 36 anni di età, il 29 aprile 1930, per i postumi dell'intossicazione da gas iprite contratta durante la guerra.
 
Nel 1950 la città natale, nella ricorrenza del ventesimo anniversario della scomparsa, lo volle onorare dedicandogli la Scuola Media di Via Codussi, intitolazione poi assunta dall'Istituto Comprensivo di Via Buratti.

## Opere
- Alba - canti e liriche, Tipografia Verdoni & Guerini, Bergamo, 1910;
- Novo vere - liriche, Tipografia Verdoni & Guerini, Bergamo, 1911;
- Il Preludio - canti, Tipografia Conti, Bergamo, 1913;
- Versi dorati, Tipografia Conti, Bergamo, 1916;
- Saggio di interpretazioni manzoniane,  Zanichelli, Bologna, 1920; Ceschina, Milano, 1952 (ristampa);
- D'Annunzio e Wagner, Le Monnier, Firenze, 1923;
- Colloqui e Profili, Zanichelli, Bologna, 1925; A.P.E., Milano, 1945 (ristampa); Editrice la Scuola, Brescia, 1968 (ristampa);
- Intimità (liriche), Zanichelli, Bologna, 1925; Tipografia Vescovile Secomandi, Bergamo, 1965 (ristampa);
- Nella luce del sacrificio, Edizioni Bolis, Bergamo, 1928; Edizioni Orobiche, Bergamo, 1940 (ristampa);
- L'Istituto Musicale Gaetano Donizetti. La Cappella Musicale di Santa Maria Maggiore. Il Museo Donizettiano, Ist. It. d'Arti Grafiche, Bergamo, 1928;
- Donizetti, Treves, Milano, 1930 (1ª ediz.), 1939 (2ª ediz.); Garzanti, Milano,1945, 1947 (ristampe); Ленинград "Музыка, Leningrado, 1980 (ristampa);
- L'Arte della Musica in Bergamo, Ist. It. d'Arti Grafiche, Bergamo, 1930;
- Bergamo scritti vari di letteratura e di storia, Stamperia Editrice Commerciale, Bergamo, 1935; Edizioni Orobiche, Bergamo, 1956 (ristampa).